# Væddemål
Væddemål er, når flere personer hver især gætter på, hvad udfaldet af en bestemt begivenhed vil være, samtidig med at de satser noget, de kan beholde eller tabe til de andre. Når den enkelte vinder eller taber, afhænger det af, om vedkommende får ret i sin forudsigelse af resultatet eller ej.
Væddemål indgås derfor enten ud fra en dybtgående viden om væddemålets genstand ("kvalificeret gæt") eller på baggrund af lyst til (hasard). Væddemål finder ofte sted på væddeløbsbanen og casinoer. Visse væddemål kan man desuden have med sig selv.
Gambling (også kendt som væddemål) er en indsats af penge eller noget af værdi (kaldet "indsatsen") på en begivenhed med et usikkert resultat med den primære hensigt at vinde penge eller materielle varer. Gambling kræver således, at der er tre elementer til stede: overvejelse (et væddemål), risiko (chance) og en præmie. Resultatet af satsningen er ofte øjeblikkelig, såsom et enkelt terningkast, et drejning af et roulettehjul eller en hest, der krydser målstregen, men længere tidsrammer er også almindelige, hvilket giver satsninger på resultatet af en fremtidig sportskonkurrence eller endda en hel sportssæson.
Udtrykket "spil" refererer i denne sammenhæng typisk til tilfælde, hvor aktiviteten specifikt er tilladt ved lov. De to ord udelukker ikke hinanden; dvs. et "spil" -firma tilbyder (juridiske) "spil" -aktiviteter til offentligheden og kan reguleres af et af mange spilkontrolpaneler, for eksempel Nevada Gaming Control Board. Denne forskel overholdes dog ikke universelt i den engelsktalende verden. For eksempel kaldes regulatoren for spilaktiviteter i Storbritannien Gambling Commission (ikke Gaming Commission). Ordet spil bruges oftere siden fremkomsten af computer- og videospil til at beskrive aktiviteter, der ikke nødvendigvis involverer væddemål, især onlinespil, hvor den nye brug stadig ikke har fortrængt den gamle brug som den primære definition i almindelige ordbøger. "Spil" er også blevet brugt til at omgå love mod "spil". Medierne og andre har brugt det ene eller det andet udtryk til at indramme samtaler omkring emnerne, hvilket resulterer i en forskydning af opfattelsen blandt deres publikum.
Spil er også en vigtig international kommerciel aktivitet, hvor det lovlige spilmarked anslås til i alt 335 milliarder dollars i 2009. [6] I andre former kan spil foregå med materialer, der har en værdi, men som ikke er rigtige penge. For eksempel kan spillere af kuglespil satse kugler, og ligeledes spil Pogs eller Magic: The Gathering kan spilles med de samlerobjekter (henholdsvis små diske og handelskort) som indsatser, hvilket resulterer i et metaspil om værdien af en spillers samling af stykker.

## Historie
Spil går tilbage til den paleolitiske periode før den skrevne historie. I Mesopotamien dateres den tidligste seks-sidede terning til omkring 3000 f.Kr. De var dog baseret på astragali, der går tilbage tusinder af år tidligere. I Kina var spilhuse udbredt i det første årtusinde f.Kr., og det var almindeligt at satse på kampdyr. Lottospil og domino (forløbere for Pai Gow) dukkede op i Kina allerede i det 10. århundrede.
Spillekort dukkede op i det 9. århundrede e.Kr. i Kina. Registrerer sporing af spil i Japan tilbage i det mindste det 14. århundrede.
Poker, det mest populære amerikanske kortspil forbundet med spil, stammer fra det persiske spil As-Nas, der går tilbage til det 17. århundrede.
Det første kendte casino, Ridotto, startede i 1638 i Venedig, Italien.

### Storbritannien
Spil har været en af de største rekreative aktiviteter i Storbritannien i århundreder, og løb har været et yndet tema i over tre århundreder. Det er blevet stærkt reguleret. Historisk set kommer meget af oppositionen fra evangeliske protestanter og fra sociale reformatorer.

### Forenede Stater
Spil har været en populær aktivitet i USA i århundreder. Det er også blevet undertrykt ved lov på mange områder næsten lige så længe. I begyndelsen af det 20. århundrede blev hasardspil næsten ensartet forbudt i hele USA og blev således en stort set ulovlig aktivitet, der bidrog til at anspore væksten af mafiaen og andre kriminelle organisationer. [17] [18] I slutningen af det 20. århundrede oplevede en blødgøring af holdningerne til spil og en lempelse af lovene imod det.

## Påvirke
Sportsspil har resulteret i en række sportsskandaler, der påvirker troværdigheden af sportsbegivenheder gennem forskellige handlinger, herunder ændring af kampresultater og fejlbedømmelser. dommerens forsætlige fejl i afgørende øjeblikke. For eksempel World Series 1919, den ulovlige (og senere indrømmet af ejeren) af den tidligere MLB-spiller Pete Rose og den tidligere NBA-dommer Tim Donaghy eller som en negativ af vietnamesisk fodbold ved SEA Games 23.

## Bet-metode
Spillere placerer væddemål enten lovligt gennem en officiel væddemålsagent som Dafabet, William Hill, K8, SBOBET, OneBox ... eller ulovligt gennem private virksomheder. Udtrykket "bookie" henviser til den bog, der bruges af bookmakere til at spore væddemål, betalinger og forpligtelser. Størstedelen af de fuldgyldige sportsbookmakere er tilgængelige online, drives over internettet fra retslige agenturer, der er adskilt fra de kunder, de betjener, ofte for at opnå forskellige spillove (f.eks. som Illegal Gambling Act fra 2006 i USA) på udvalgte markeder som Las Vegas, Nevada eller på specialiserede skibe, der spiller gennem selvbetjeningskiosker. De placerer et "take first" -spil, hvilket betyder, at væddemanden skal betale væddemålet, før han placerer et væddemål. Ulovlige bookmakere kan efter deres virksomheds karakter operere overalt, der kun kræver indsamling, når spilleren mister penge og ikke kræver udbetaling. Dette gør, at spillerne ofte skylder forhandleren og skaber en anden kriminel faktor, når de opkræver gæld, hvilket øger ulovligheden hos disse bookmakere.